# 铁布镇
铁布镇，是中华人民共和国四川省阿坝藏族羌族自治州若尔盖县下辖的一个乡镇级行政单位。2019年12月，撤销冻列乡、热尔乡和崇尔乡，设立铁布镇，以原冻列乡、原热尔乡和原崇尔乡所属行政区域为铁布镇的行政区域。

## 行政区划
铁布镇下辖以下地区：
冻列村、然多村、则隆村、共阿玛村、卡机岗村、石松村和达莫村，八玛村、洞戈村、麦杠村、腊子沟村和康多村，热盖村、崩巴村、麻尔村、项多村、后勤村、吉沟村、阿米塘村和纳卡村。